# CDBurnerXP
CDBurnerXP är ett svenskutvecklat program för att bränna CD och DVD (inklusive bränning på dubbla lager). Programmet stöder även Blu-ray Disc och HD DVD, och kan bränna CDDA från mp3-, wav-, ogg-, flac- och wma-filer med eller utan tystnad tillagd mellan spåren. Vidare är det möjligt att skapa skivavbilder i det standardiserade ISO-formatet. Bin- och nrg-filer kan konverteras till ISO-filer.
Programmet är beroende av Microsoft .NET Framework, version 2.0 eller senare.